# UTC−02:30

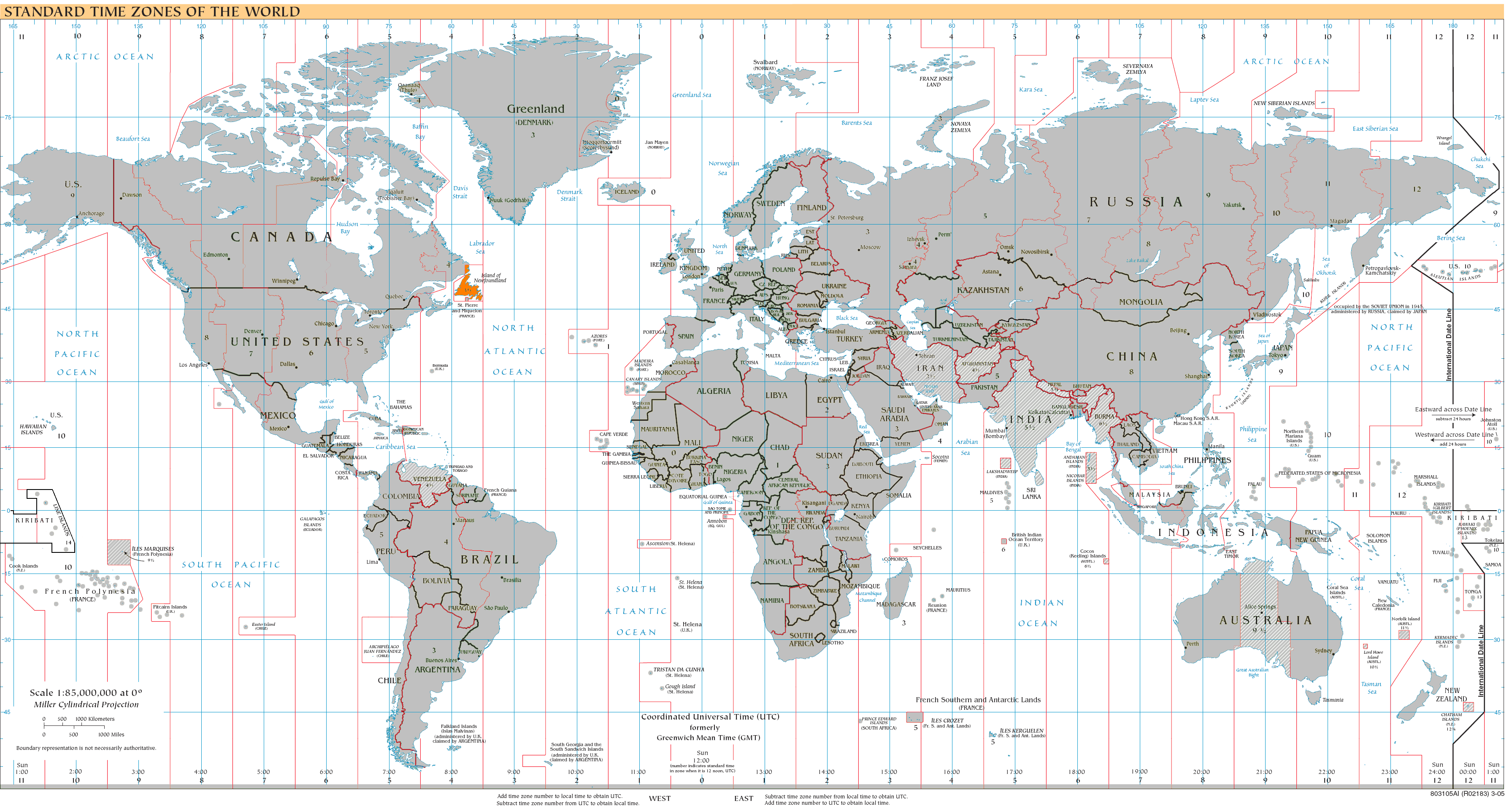
UTC-02:30:Blau (desembre), taronja (juny), groc (l'any sencer), blau clar (àrees marines)

UTC−02:30 és una zona horària d'UTC amb 2 hores i mitja de retard de l'UTC. És l'horari d'estiu de l'UTC-03:30.

## Zones horàries
- Newfoundland Daylight Time (NDT)

## Franges

### Temps estàndard (estiu a l'hemisferi nord)
Aquestes zones utilitzen el UTC-03:30 a l'hivern i el UTC-02:30 a l'estiu.
- Canadà
  - Terranova i Labrador
    - Labrador sud-est
    - Terranova